# DRAGON DELUXE
『DRAGON DELUXE』（ドラゴン・デラックス）は2012年より開催されているフラワーカンパニーズ主催のイベントである。

## 概要
2012年にフラワーカンパニーズ初の主催イベントとして開催され、その後シリーズ化し毎年行われている。出演者はフラワーカンパニーズの他に彼らと親交のあるバンドが出演し、例年3組の出演となっている。会場は毎年名古屋ダイアモンドホールで行われる。

## 歴史

### 2012年（第1回）
- 開催日：9月29日
- 出演バンド（出演順）
POLYSICS
怒髪天
フラワーカンパニーズ

### 2013年（第2回）
- 開催日：9月21日
- 出演バンド（出演順）
クリープハイプ
The ピーズ
フラワーカンパニーズ

### 2014年（第3回）
- 開催日：10月11日
- 出演バンド（出演順）
新山詩織
斉藤和義
フラワーカンパニーズ

### 2015年（第4回）
- 開催日：10月3日
- 出演バンド（出演順）
go!go!vanillas
真心ブラザーズ
フラワーカンパニーズ
　出演前に怒髪天が登場し、武道館公演の激励を行った。

### 2016年（第5回）
- 開催日：10月22日
- 出演バンド（出演順）
東京カランコロン
サニーデイサービス
フラワーカンパニーズ

### 2017年（第6回）
- 開催日：10月14日
- 出演バンド（出演順）
スキマスイッチ
フラワーカンパニーズ
ザ・ライターズ（フラワーカンパニーズ×スキマスイッチスペシャルバンド）

### 2018年（第7回）
- 開催日：11月17日
- 出演バンド（出演順）
バンドTOMOVSKY
KEYTALK
フラワーカンパニーズ

### 2019年（第8回）
- 開催日：10月4日
- 開催場所：名古屋国際会議場センチュリーホール
- 出演バンド（出演順）
スピッツ
フラワーカンパニーズ

### 2020年（第9回）
- 開催日：9月19日
- 出演バンド
フラワーカンパニーズ

### 2021年（第10回）
- 開催日：10月16日
- 出演バンド（出演順）
田島貴男(Original Love)
フラワーカンパニーズ

### 2022年（第11回）
- 開催日：10月29日
- 出演バンド（出演順）
ピーズ
フラワーカンパニーズ

### 2023年（第12回）
- 開催日：10月21日
- 出演バンド（出演順）
四星球
フラワーカンパニーズ

### 2024年（第13回）
- 開催日：11月2日
- 出演バンド（出演順）
THE COLLECTORS
フラワーカンパニーズ